# Андромахи (певица)
Андромахи Димитропулу (греч. Ανδρομάχη Δημητροπούλου; род. 12 октября 1994, Зиген, Германия), также известная как Andromache и Andromachi — греческая певица, представившая Кипр на конкурсе «Евровидение-2022» с песней «Ela».

## Биография
Родилась в Германии. Когда ей было 10 лет, она вместе с родителями переехала в Лечена, муниципалитет на северо-западе Пелопоннеса. После школы Андромахи начала изучать немецкий язык в Афинах. Параллельно пела в барах и клубах Лечена, Амальяса и Гази.
В 2015 году стала участницей второго сезона греческой адаптации вокального конкурса «Голос», где присоединилась к команде Михалиса Куинелиса.
В 2017 году Андромахи выпустила свою первую песню «To feggari» (Το φεγγάρι) на Panik Records.
9 марта 2022 года было объявлено, что Андромахи представит Кипр на конкурсе «Евровидение-2022». В тот же день была представлена конкурсная песня под названием «Ela». Певица выступила по втором полуфинале, набрав 63 балла, заняла 12 место и не смогла пройти в финал конкурса.
В июле 2022 года совместно с WRS, представителем Румынии на Евровидении-2022, выпустила песню If You Were Alone / Sta matia sou.